# Habonville
Habonville (en lorrain : Hauboinvelle) est une ancienne commune française du département de la Moselle en région Grand Est. Elle fait partie de la commune de Saint-Ail depuis 1809.

## Géographie
Situé sur un plateau peu élevé, Habonville est à 2,5 km de Saint-Ail dont elle est séparée par la petite vallée Fond de l'Anneau.

## Histoire
Village de l'ancienne province du Barrois, rattaché au département de la Moselle en 1790. La commune d'Habonville est réunie à celle de Saint-Ail par décret du 4 juin 1809 et reste française en 1871. De ce fait, elle fait partie du département de Meurthe-et-Moselle.

## Démographie
| 1793 | 1800 | 1806 |
| ---- | ---- | ---- |
| 104  | 65   | 72   |